# シェルロック郡区 (アイオワ州バトラー郡)
シェルロック郡区は、アメリカ合衆国、アイオワ州、バトラー郡にある16の郡区の一つである。2000年の国勢調査で、人口は1673人だった。

## 地理
シェルロック郡区は、94.4平方キロメートル（36.45平方マイル)で、Shell Rockが含まれる。アメリカ地質調査所によると、この郡区はRiversideの1つの霊園が含まれる。